# Ipilán de Narra
Ipilán es un  barrio rural  del municipio filipino de primera categoría de Narra, perteneciente a la provincia de Paragua, en Mimaro, región IV-B.

## Geografía
El municipio de Narra se encuentra situado en la costa este de la isla de La Paragua frente al mar de Joló, uno de los mares interiores del archipiélago malayo, un extenso mar que forma parte del océano Pacífico, y alrededor de 70 km al sur de la capital de la provincia de Puerto Princesa. Su término municipal linda al noroeste con el municipio de Alfonso XIII (oficialmente Quezón), frente al mar de la China Meridional, al nordeste con el de Aborlan y al sureste con el de Sofronio Española.
Este barrio rural costero de Ipilán se sitúa en la franja costera en el extremo suroriental del municipio en la bahía de las Islas (Sumbao) frente a las islas de Pulaw Talam (Cudil), Pangasinán (George), Temple (Banking) y Bengaguán (Taru). Su término linda al sureste con el barrio de Aboabo en el municipio de Sofronio Española; al norte con los  barrios de Pinaglabanán y Calatagbak, en el municipio de Alfonso XIII (Quezón) situado en la costa occidental de la isla; y al nordeste con el barrio de Burirao en la costa oriental.

### Demografía
El barrio rural de Ipilán contaba en mayo de 2010 con una población de 1766 habitantes.

## Historia
El territorio que ocupa este barrio de Ipilán formaba parte de la provincia española de Calamianes, una de las 35 del archipiélago Filipino, en la parte llamada de Visayas. Pertenecía a la audiencia territorial y Capitanía General de Filipinas, y en lo eclesiástico a la diócesis de Cebú. En 1858 la provincia fue dividida en dos provincias: Castilla, Asturias, en el sur, con Puerto Princesa como capital y con el territorio de los actuales municipios de Aborlan, Narra, Quezón, Sofronio Española, Punta de Broke, Rizal y Bataraza; y la pequeña isla de Balábac. Este barrio pasa a formar parte de la provincia de Asturias, formada por un único municipio, Puerto Princesa. En 1910 se segrega Aborlán.
El 21 de junio de 1969 los barrios de Malatgao, Tinagong-dagat, Taritien, Antipoloan, Teresa, Panacan, Narra, Caguisan, Batang-batang, Bato-bato, Barirao, Malinao, Sandoval, Dumaguena, El Vita, Calategas, Arumayuan, Tacras, Borirao y una parte del barrio Abo-abo, que formaban parte del municipio de Aborlan, forman el nuevo ayuntamiento de Narra, cuya sede se encuentra en el barrio del mismo nombre.